# Јустин II Јерусалимски
Јустин II Јерусалимски је био јеврејски хришћански епископ Јерусалима из 2. века.
Према Јевсевије Кесаријском, постојало је тринаест јерусалимских епископа, који су били јеврејски хришћани, а Јустин II био је 11. на тој листи. Јевсевије не наводи тачне датуме за време док је он управљао јеруслимском црквом.
Јустин се такође помиње у апокрифном Писму Јакова Квадрату, и Епифанија Саламинском.
Неки научници сугеришу да он није био епископ, већ презвитер који је помагао Јакову првом епископу.